# Мужиловичи
Мужило́вичи (укр. Мужиловичі) — село в Новояворовской городской общине Яворовского района Львовской области Украины. Расположено в 12 км к юго-востоку от города Яворова. Рядом протекает речка Гноец.

## Достопримечательности
- Церковь Святого Архистратига Михаила (1600[1] г.) — памятник деревянной архитектуры, входит в десятку[источник не указан 3190 дней] старейших церквей Львовской области.

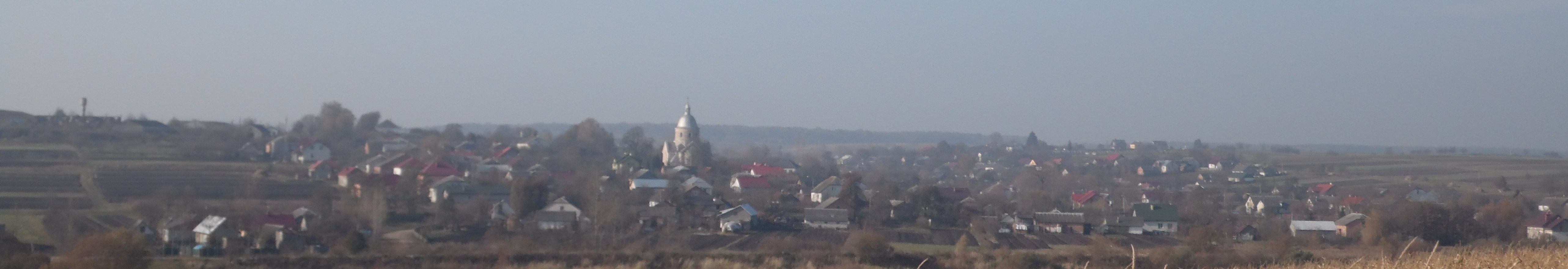
Панорама села